# Železniška proga Stranje–Imeno–d. m.
Železniška proga Stranje–Imeno–državna meja je ena izmed železniških prog, ki sestavljajo železniško omrežje v Sloveniji. Ima pet postajališč, dve postaji ter mednarodni železniški mejni prehod, za katerim se nadaljuje kot proga Savski Marof–Kumrovec. V evidencah Slovenskih železnic se vodi potek te proge še vedno tako, kot so postavljeni kilometrski kamni, kar pomeni, da je začetek te proge v Savskem Marofu. Proga šestkrat seka slovensko-hrvaško mejo, kar pomeni, da trikrat vstopi na hrvaško ozemlje. Skupna dolžina poti po njem znaša 383 metrov.
Hrvaški del proge med Savskim Marofom in Kumrovcem je bil dograjen leta 1956. Med letoma 1957 in 1960 so ga podaljšali na ozemlje Slovenije. Ker predstavlja najkrajšo povezavo med Zagrebom in Mariborom, so v preteklosti imeli velike načrte z njo, v Grobelnem so celo že položili spodnji ustroj loka, ki bi omogočal promet proti Mariboru brez menjave smeri. Po razpadu Jugoslavije je promet na progi močno upadel. Mednarodni promet je bil popolnoma prekinjen. Junija 2001 je bil hrvaški del proge zaprt (v načrtu je obnova odseka do Vukovega Sela, ki bi bil del zagrebškega primestnega prometa), medtem ko se je na slovenski strani do Imena ohranil lokalni promet. 